# Гонсалес, Родриго
Родриго «Род» Андрес Гонсалес Эспиндола (исп. Rodrigo Andrés González Espíndola; род. 19 мая 1968 года, Вальпараисо, Чили) — басист, вокалист, композитор и автор текстов немецкой рок-группы Die Ärzte.

## Биография

### Юность
Во время диктатуры Пиночета в Чили родители Родриго Гонсалеса получили политическое убежище в Гамбурге. Пока отец Рода не нашёл работу, их семья жила довольно бедно. В Гамбурге Родриго окончил гимназию со средним баллом 2,4.
У Рода есть старшая сестра, Клаудия, которая поет в группе Universal González.
В юности Гонсалес участвовал в группе Die Erben, с 1986 по 1988 годы играл в группе Die Goldenen Zitronen на банджо, с 1988 по 1989 был гитаристом в группе Rainbirds.

### Depp Jones и Die Ärzte
Гонсалес познакомился с Белой Б., барабанщиком Die Ärzte, когда они, напившись в одном из баров, вместе исполнили песню группы Kiss. Род был, кроме того, членом так называемой «Армии KISS». Бела Б. довольно быстро оценил его музыкальный талант. Вместе они играли после распада Die Ärzte в 1988 году в группе S.U.M.P., из которой позже образовалась Depp Jones. Группа не снискала успеха и в 1992 году была распущена.
В 1993 году происходит воссоединение Die Ärzte, Род входит в состав группы в качестве басиста. Гонсалес является полноценным членом группы, из под его пера, кроме прочего, вышли синглы ½ Lovesong, Dinge von denen и Breit.
Кроме гитары и баса Род самостоятельно обучился игре на ударных и клавишных инструментах. Коллеги по группе в шутку называют его «сверхквалифицированным» (нем. «überqualifiziert»). При подготовке MTV-Unplugged-концерта Rock’n’Roll Realschule, который состоялся в 2002 году в гимназии имени Альберта Швайцера (нем. Albert-Schweitzer-Gymnasium) в Гамбурге, Гонсалес выступил в качестве музыкального руководителя и аранжировщика большинства исполняемых композиций. Кроме этого, во время концерта он играл на ситаре.

### Прочие музыкальные проекты
Род работает в качестве продюсера для различных групп (Lucilectric, Knorkator, Panda). Кроме того является совладельцем звукозаписывающего лейбла Rodrec, который повторно выпустил оба альбома Depp Jones, и с которым имеют контракт такие группы как Rantanplan, Church Of Confidence и Abwärts.
Является гитаристом группы Abwärts с 2004 года. В качестве сессионного музыканта играл с панк-рок-группой Slime на концерте 30 мая 1993 года в Дюссельдорфе. В 2005 году Род с Белой Б. записали песню панк-группы Die Kassierer под названием Meister aller Fotzen для альбома Kunst, посвященного 20-летию существования коллектива.
С 2011 года является вокалистом и гитаристом немецкой рок-группы ¡Más Shake!.